# Чишма (Чишминский сельсовет)
Чишма́ (баш. Шишмә) — село в Бирском районе Республики Башкортостан Российской Федерации. Административный центр Чишминского сельсовета.

## География

### Географическое положение
Расстояние до:
- районного центра (Бирск): 25 км,
- ближайшей ж/д станции (Уфа): 110 км.

## Население
| 2002 | 2009 | 2010 |
| ---- | ---- | ---- |
| 618  | ↗635 | ↘596 |

## Улицы
| - ул. Больничная, - ул. Мира, - ул. Молодёжная, - ул. Октябрьская, | - ул. Революционная, - ул. Советская, - ул. Трактовая. |